# Коровино (Павловский район)
Коро́вино — деревня в Павловском районе Нижегородской области. Входит в состав Коровинского сельсовета.

## География
Деревня расположена в лесной местности на северо-востоке Мещёрской низменности на первой надпойменной террасе реки Оки, при автодороге 22Н-3110. 

## Население
| 2002 | 2010 |
| ---- | ---- |
| 142  | ↗172 |

## Инфраструктура
Личное подсобное хозяйство с зоной сельскохозяйственного использования, индивидуальная застройка усадебного типа.

## Транспорт
Автобусное сообщение с райцентром. Остановка общественного транспорта «Коровино». 